# سبيع (قبيلة)
قبيلة سُبَيْع هي قبيلة مُضَرية عدنانية من قبائل شبه الجزيرة العربية، تستوطن نجد وتنتشر في وسَط شبه الجزيرة العربية، وغربيِّها وشرقيِّها.

## نسبها
- ينتسب أفراد القبيلة إلى عامر بن صعصعة من قبيلة القيسية المضرية العدنانية وذكر هذا القول عددٌ من النسَّابين، وقد سرد النسابة نسبها على قولين، هما:
- سبيع بن عامر بن صعصعة، وهو قول حمد بن إبراهيم الحقيل.[4]
- أما أبو علي الهجري - من علماء القرن الثالث - فقد سرد النساب كالآتي: سبيع بن الحارث بن أهبان وهو هرمي بن عبد الله بن قنفذ بن مالك بن عوف بن امرئ القيس بن بهثة بن سليم بن منصور بن عكرمة بن خصفة بن قيس عيلان.[5] وفي موضع آخر قال اختصارا: «سبيع بن عوف بن سليم».[6] ومن ولده أحمر الرأس بن قرة بن دعموص بن سبيع السبيعي: شاعر في العصر العباسي الأول، روت عنه ابنته أم سريرة كثيرًا من شعره، أنشده عنها الهجري بواسطة رجل يدعى أبو سفيان في نوادره.[7]
- وذكر خالد بن عبدالله القريشي السبيعي بأن قبيلة سبيع من بني سبيع بن جعدة بن كعب بن ربيعة بن عامر بن صعصعة بن معاوية بن بكر بن هوزان بن منصور بن عكرمة بن خصفة بن قيس عيلان بن مضر بن نزار بن معد بن عدنان من ذرية إسماعيل بن إبراهيم.[8]

## فروعها
- تنقسم قبيلة سبيع إلى أربعة فروع هي:

1. الزكور اثنا عشر عشيرة وهم الملوح والمجامعة والقريشات والروبة والفراعنة والسوده وآل محمد وبني ثور والمراغين والوزران والشماسات والجهوم.
2. آل عمير أربعة عشائر وهم المكاحلة والصنادله والمفالحه والمشاعبة.
3. بنو عامر سبعة عشائر وهم الضعفة وبنو حميد والصيافا وعجمان الرخم والعيادين والقدعا والقواوده.
4. بنو عمر قسمان وهم:
  1. الخضران: وهم الجبور والصمله والعرينات والنبطه ومليح.
  2. الصعبة: وهم الجمالين والعزة والمداريه وآل علي.

## مساكنها
قال حمد الجاسر: «قبيلة سبيع التي لا يزال كثير من فروعها يحل منازل قبيلته الأم فيما يعرف باسم وديان سبيع»:-
أنها لم تتغير عن مساكنها القديمة وهي تتواجد في عالية نجد الجنوبية الغربية فيما يعرف بوديان سبيع أسافل وادي تربة في وادي الخرمة ووادي رنية وتمتد بإتجاه نجد شمالا حتى طريق الحجاز وتتواجد في شرق نجد. ومن مساكنها المعروفة حالياً: رنية والخرمه والدغميه والغريف وحاير سبيع والعطار وعنيزة والحريق ونعام ورماح والرمحية وحفر العتش والضبيعة وفخذ عرينات سبيع في القصيم.

## مؤرخون يذكرون سبيع
- محمد بن عبد الله بن بليهد: «سبيع بطن من بني عامر بن صعصعه»[10]
- خالد الفرج: «عتيبة ومطير وعنزة وسبيع من القبائل النزارية»[11]
- حمد الحقيل: «بعض قبيلة سبيع بضم السين المهملة من بني عامر بن صعصعة من العدنانية»[12]
- حمد الجاسر: «بني عامر أوشكت الآن على أن تكون غير معروفه باسمها القديم إذ لا تجد من ينتسب إليها في عصرنا الحاضر سوى قبيلة سبيع بن عامر»
- عبد الله بن محمد بن خميس: «سبيع قبيلة كبيرة وشهيرة من قبائل العارض وفيهم فرسان وشجعان وشعراء قال عنهم رضا كحالة: سبيع بن عامر قبيلة سعودية ينزل قسم منهم في العالية في الخرمة ورنية وبقية القبيلة تضرب اليوم دائرة حول الرياض ولها فروع في معظم أقاليم نجد ومدنه كعنيزة وشقراء والأفلاج» [13]